# Maud de Belleroche
Maud de Belleroche (Paris, 26 de agosto de 1922-Villerville, 19 de febrero de 2017) fue una escritora, ensayista y actriz francesa.

## Filmografía
- Top Sensation (1969)

## Obra
- Cinq personnages en quête d’empereur, Del Duca, 1962, Premio Broquette-Gonin[1]
- Du dandy au play-boy, ensayo, Del Duca, 1965
- L'Ordinatrice ? Mémoires d'une femme de quarante ans, La Jeune Parque, 1968
- L'Ordinatrice seconde, La Jeune Parque, 1969
- Top Sensation, película de 1969
- Des femmes, La Jeune Parque, 1970
- Noisette, La Jeune Parque, 1971
- Eva Perón. La reine des sans chemises, La Jeune Parque, 1972
- Le Ballet des crabes, Filipacchi, 1975
- La Murène apprivoisée, Garnier Frères, 1980
- Oscar Wilde ou l'amour qui n'ose dire son nom, prefacio de Alain Peyrefitte, Favre, 1987
- Sacha Guitry ou l'esprit français, Dualpha, 2007